# Vysoký Potok
Vysoký Potok (něm. Hohenfluss) je součástí obce Malá Morava v okrese Šumperk.

## Historie
První písemná zmínka o obci pochází z roku 1615.
| Rok            | 1869 | 1880 | 1890 | 1900 | 1910 | 1921 | 1930 | 1950 | 1961 | 1970 | 1980 | 1991 | 2001 | 2011 | 2021 |
| -------------- | ---- | ---- | ---- | ---- | ---- | ---- | ---- | ---- | ---- | ---- | ---- | ---- | ---- | ---- | ---- |
| Počet obyvatel | 288  | 285  | 284  | 268  | 240  | 244  | 221  | 88   | 177  | 105  | 94   | 73   | 67   | 53   | 68   |

## Kulturní památky
V katastru obce jsou evidovány tyto kulturní památky:
- Kaple (u polní cesty) – drobná zlidovělá barokní architektura ze 2. poloviny 18. století
- Kaple svaté Trojice: významná mariánská poutní kaple (nad obcí, na úpatí vrchu Jeřáb)

## Fotogalerie

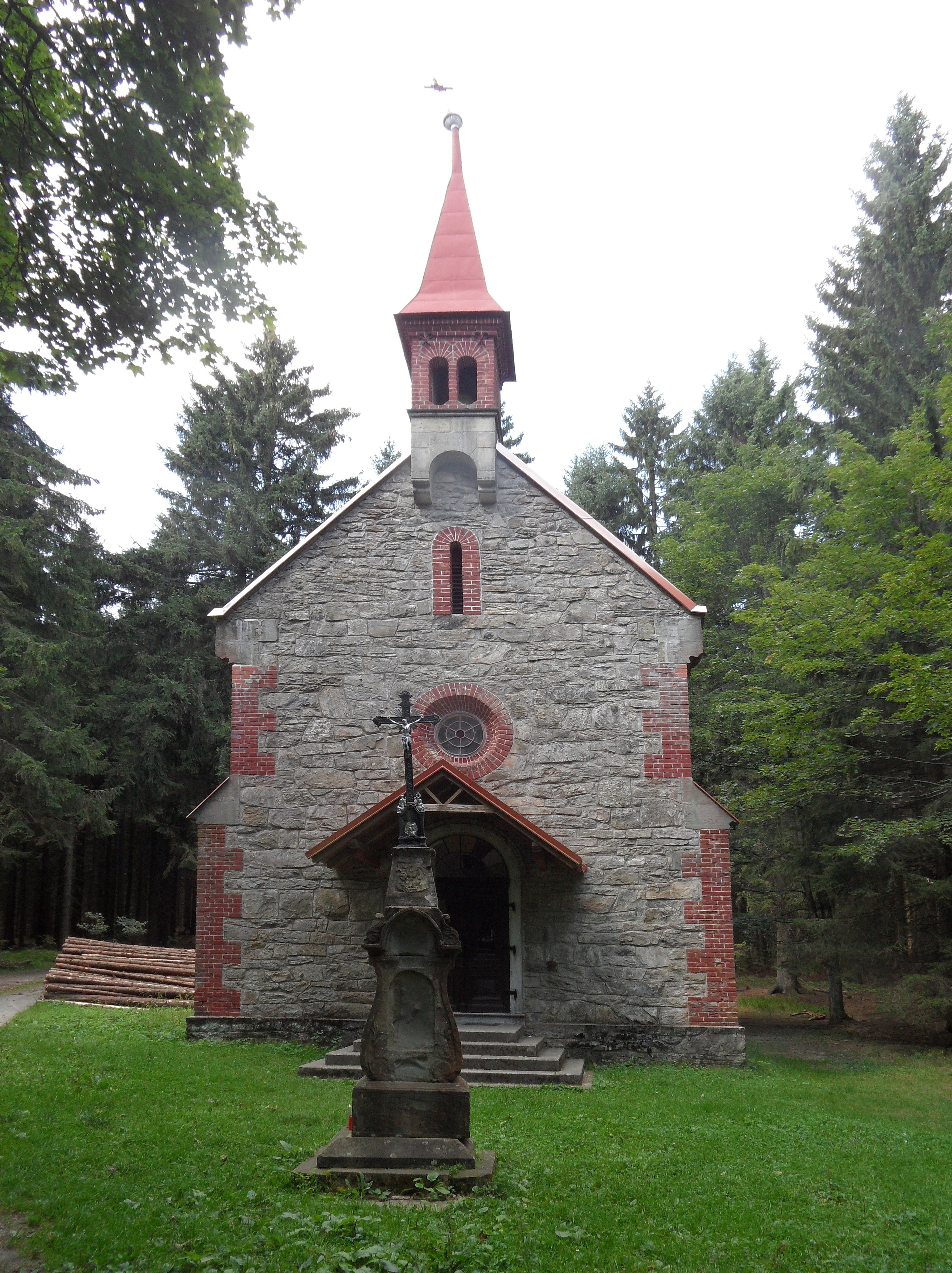
Mariánská poutní kaple Svaté Trojice
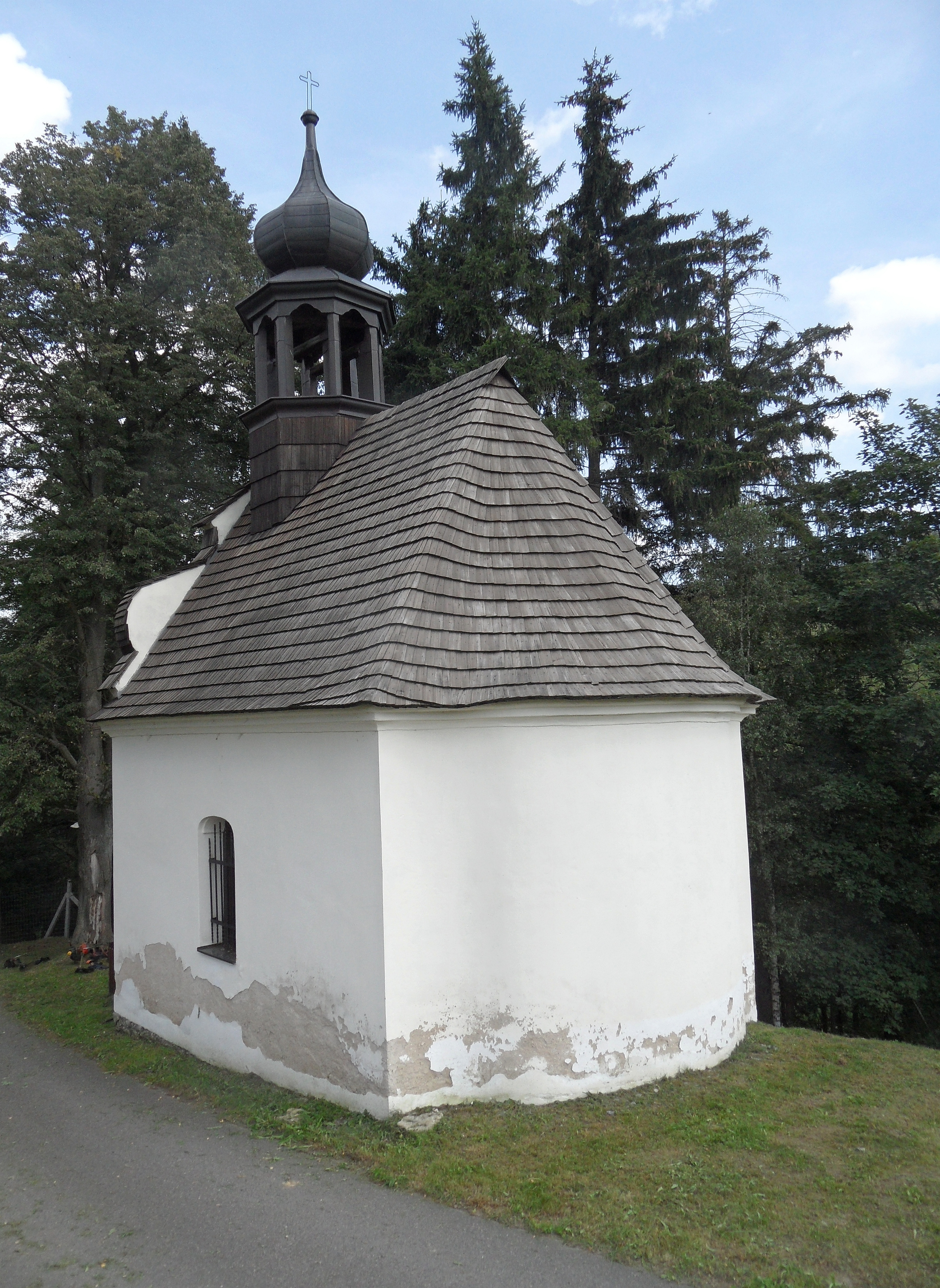
Barokní kaple (Panny Marie Růžencové)
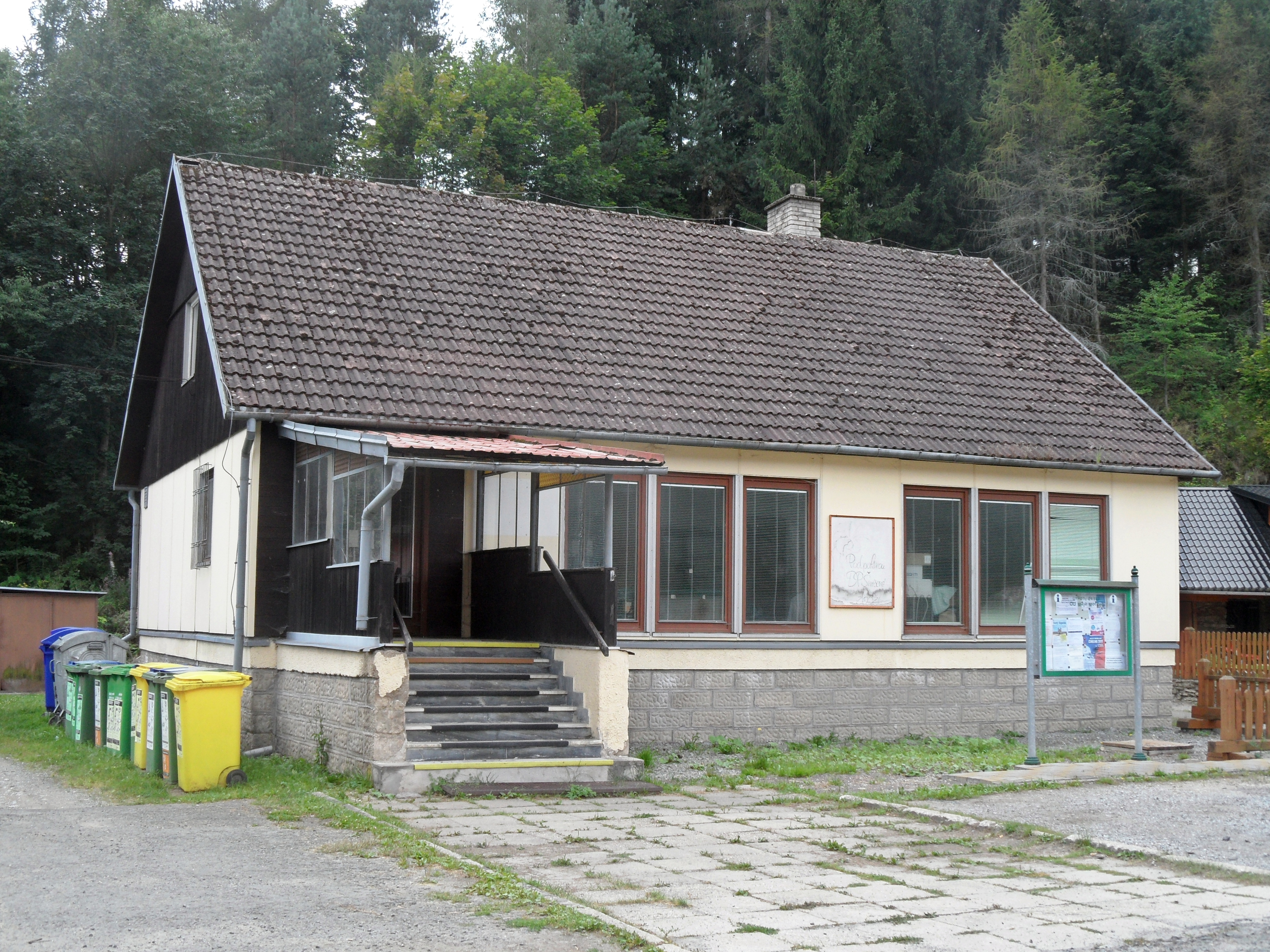
Prodejna
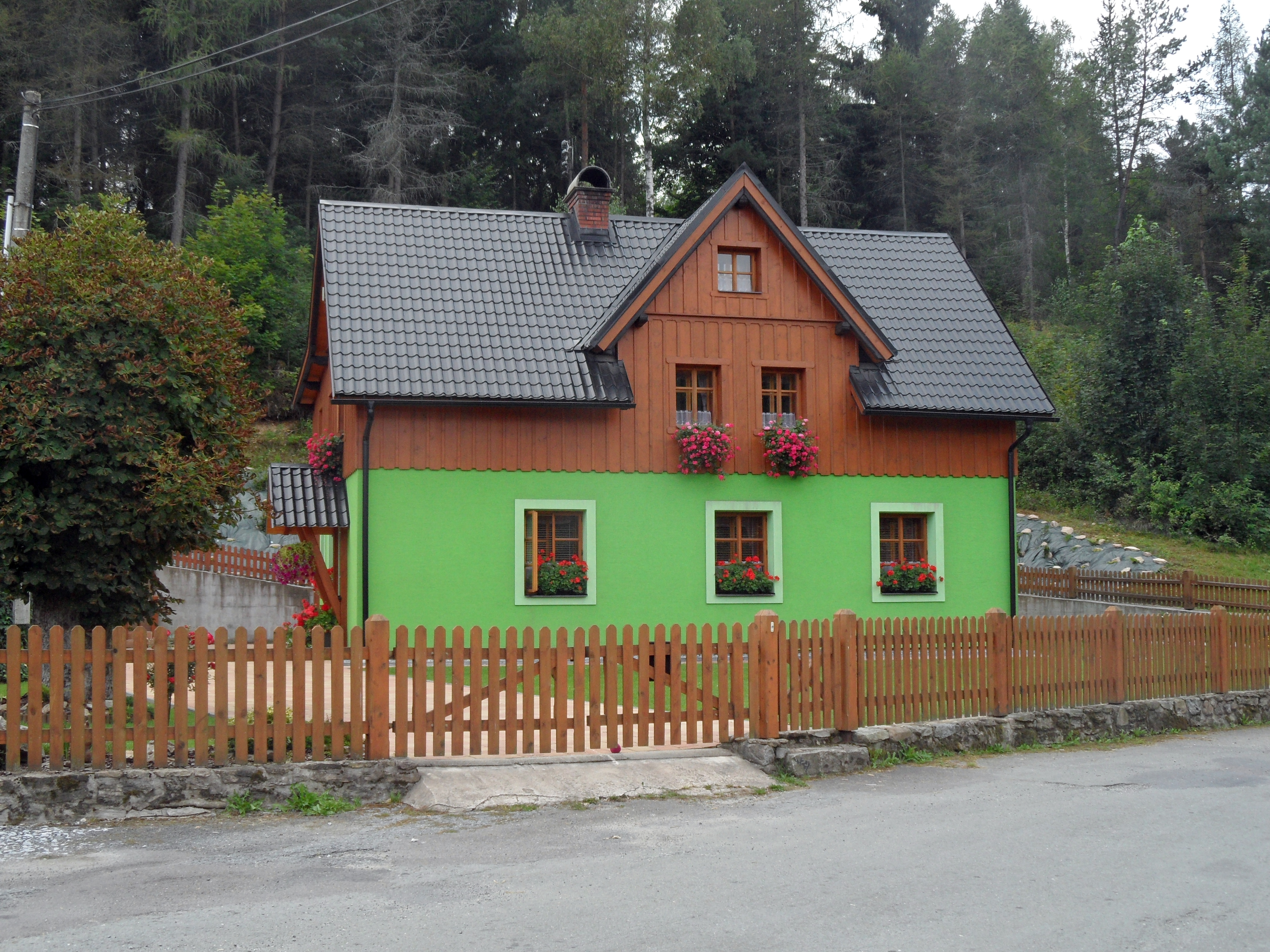
Rodinný dům